# Palatul El Badi

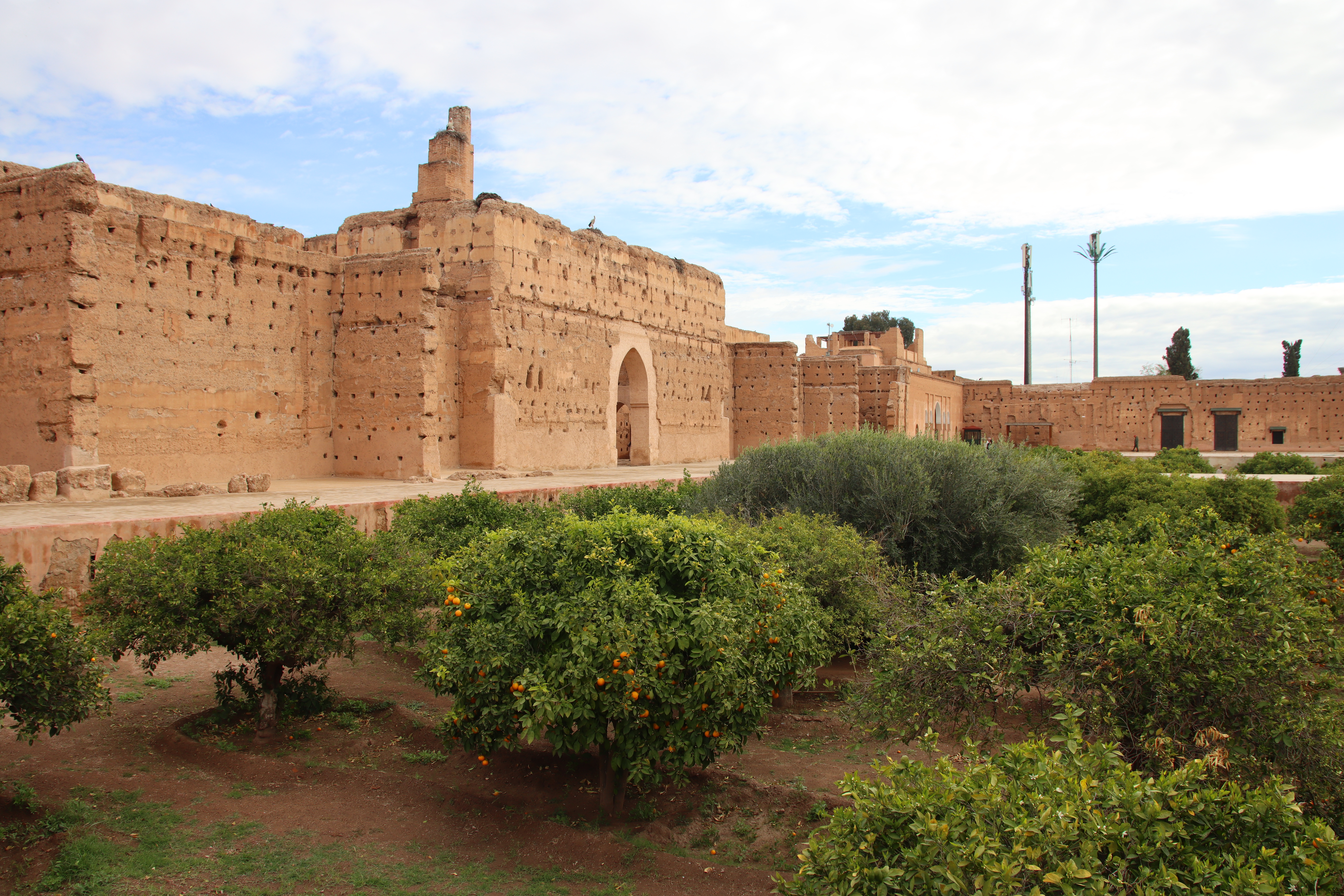

Palatul El Badi  (uneori scris palatul El Badiî sau El Badia, care înseamnă „palatul incomparabilului“) este un complex arhitectural construit la sfârșitul secolului al XVI-lea și situat în Marrakech, Maroc. Palatul vechi a fost construit de sultanul Ahmed al-Mansur pentru a sărbători victoria asupra armatei portugheze din 1578 în bătălia celor Trei Regi. Astăzi, nu a rămas decât o imensă esplanadă cu grădini de portocali și înconjurat de ziduri înalte. De fapt, în 1696, sultanul Moulai Ismaïl a luat tot ceea ce era mai bogat din acest palat pentru a construi orașul imperial Meknès. 
Din 2011, palatul El Badi este utilizat ca scenă pentru festivalul Râsului din Marrakech organizat de Jamel Debbouze.

## Istoria
Clădirea a fost ridicată în colțul de nord-est al Kasbah, în apropiere de apartamente particulare ale sultanului Ahmed al-Mansur Dhahbi. Construirea palatului a avut loc în perioada 1578-1594, unele lucrări continuând până în 1603, data morții sultanului. Simbol al puterii, complexul palatului a exprimat fastul suveranului atât în fața supușilor cât și a ambasadelor străine: era locul unde se desfășurau audiențele și petrecerile. Considerat o bijuterie a artei islamice, construcția sa a fost influențată de Alhambra din Granada (Spania).
Puține urme din splendoarea palatului au rămas până azi. În 1696 sultanul Moulai Ismaïl a ordonat demolarea sa, lucru care a durat zece ani. O mare parte din materiale au fost refolosite în  Meknès, oraș desemnat drept capitala imperiului său în 1672.
În 1953, au fost efectuate săpături arheologice. Pe lângă fragmente de materiale, săpăturile au identificat structura generală a palatului. Rămășițele complexul palatului, unde numeroase berze își fac cuibul, sunt acum deschise publicului și pot găzdui în fiecare an festivalul de folclor marocan.

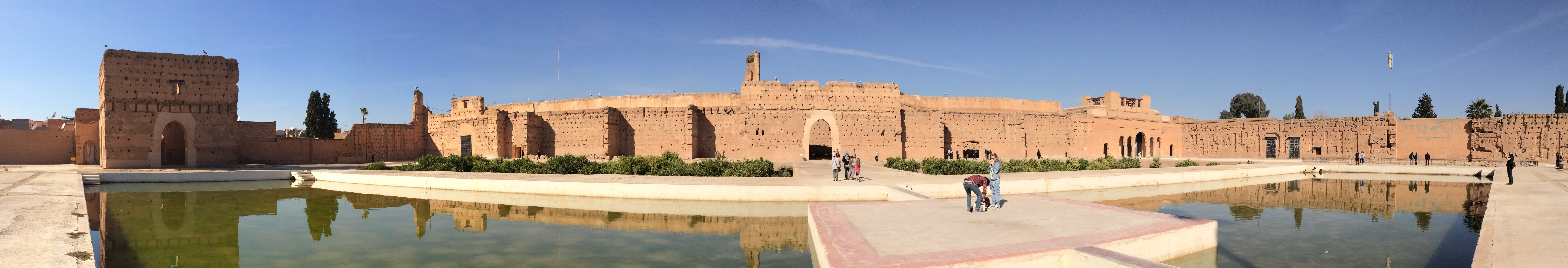
Vedere panoramică a interiorului palatului.

## Descriere
Intrarea principală a palatului se făcea prin sud-vest, prin ușa „Bab Al-Rokham“ (ușa din marmură). Planul este realizat în jurul unei curți rectangulare mari de 135 de metri pe 110 metri. Centrul a fost completat cu o piscină de 90 de metri pe 20 de metri, care avea în centrul său o fântână monumentală. În jurul curții centrale mari, pe laturile estică și vestică, era două pavilioane situate față în față: „pavilionul de cristal“ și „pavilionul audiențelor“, acestea fiind aproape identice. Pe laturile nordică și sudică se aflau „pavilionul verde“ și cel „heliotrop“, care avea două galerii deschise. Complexul număra 360 de camere.

## Galerie foto

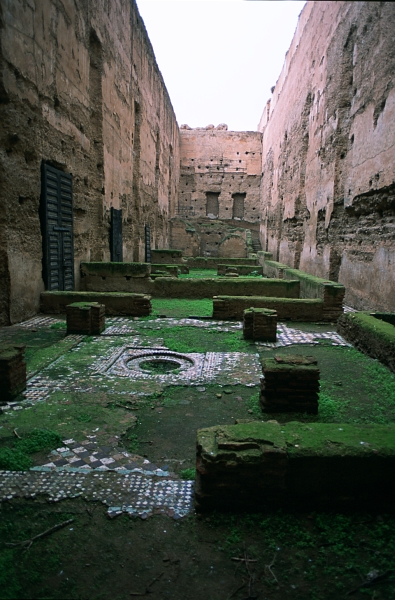
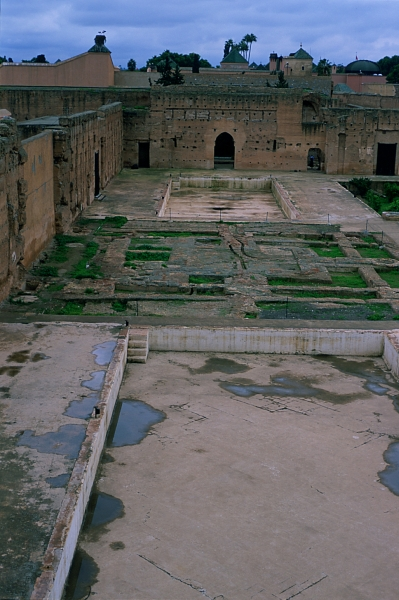
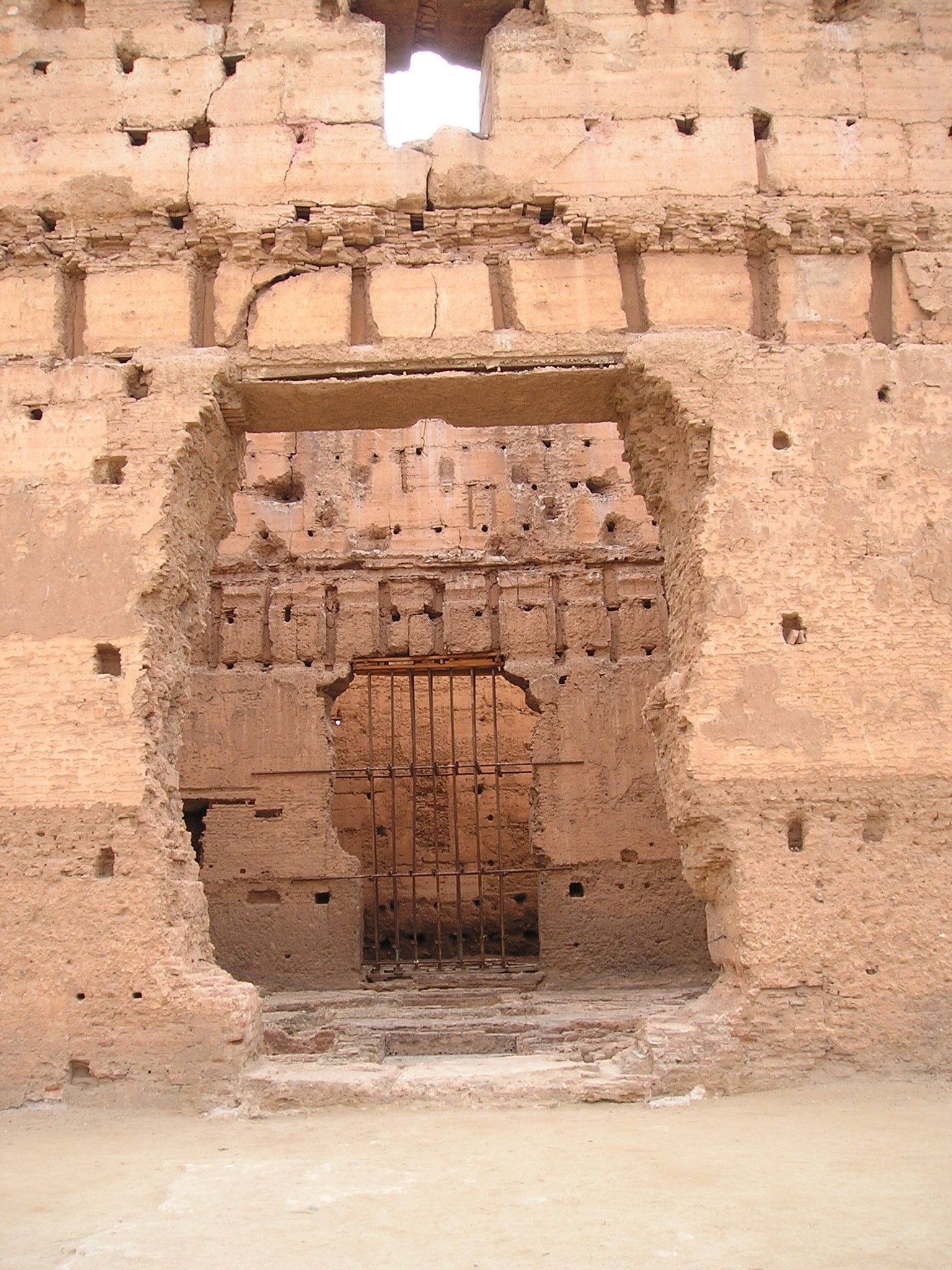
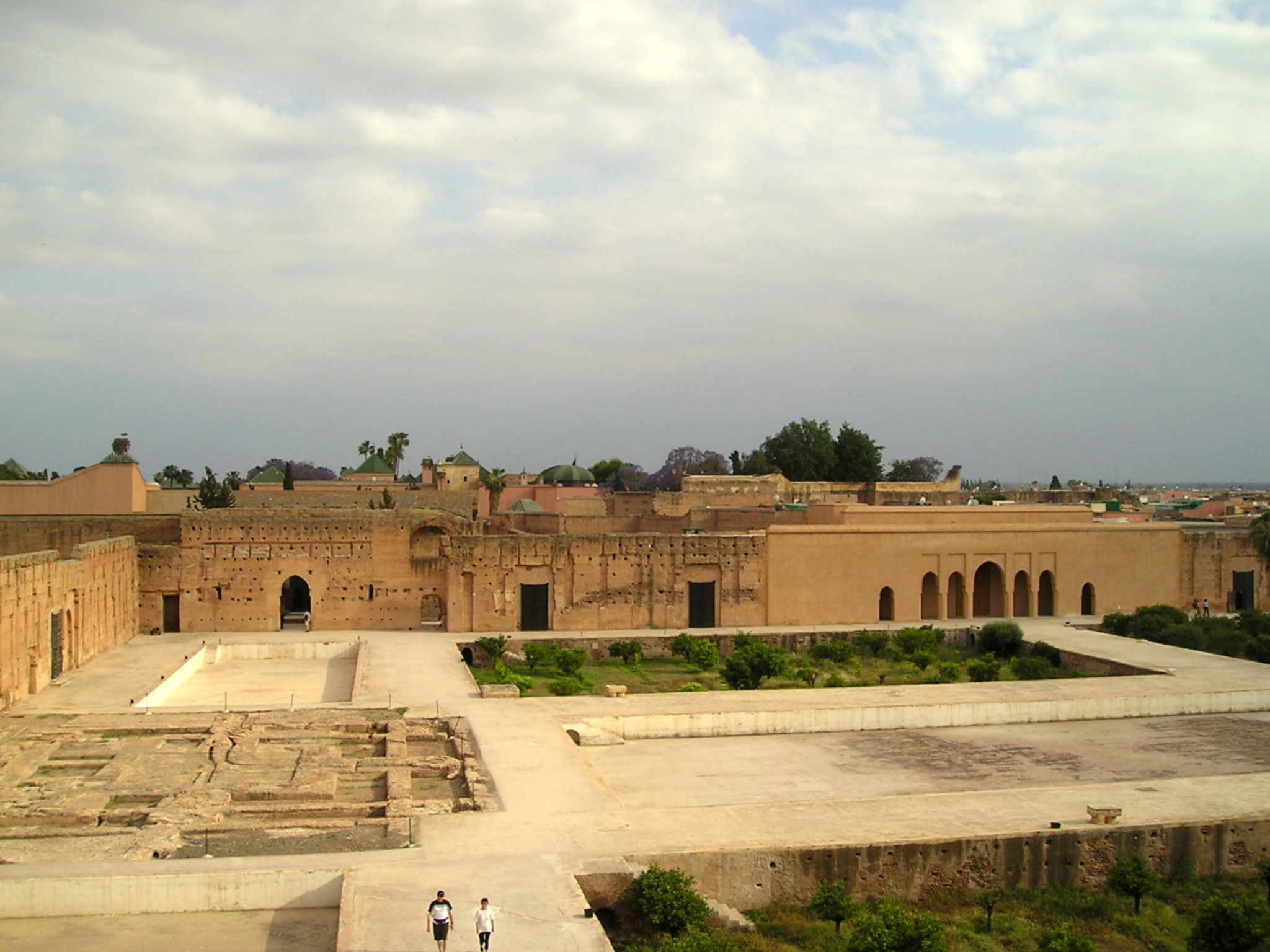